# Peter Nocke
Peter Nocke (República Federal Alemana, 25 de octubre de 1955) es un nadador alemán retirado especializado en pruebas de estilo libre, donde consiguió ser medallista de bronce olímpico en 1976 en los 100 metros.

## Carrera deportiva
En los Juegos Olímpicos de Montreal 1976 ganó la medalla de bronce en los 100 metros estilo libre, con un tiempo de 51.31 segundos, tras los estadounidenses Jim Montgomery y Jack Babashoff.
Y en el Campeonato Mundial de Natación de 1973 celebrado en Belgrado ganó el bronce en los relevos de 4x200 metros libre, y dos años después, en el Campeonato Mundial de Natación de 1975 de Cali, Colombia, ganó el oro en 4x200 metros libre, y plata en 4x100 metros libre y 4x100 metros estilos.